# 自遊人
株式会社自遊人（じゆうじん）は、新潟県南魚沼市に本拠地を置くメディア・クリエイション・カンパニー。「Ecological. Creative. Organic. We're designing lifestyles.」をテーマにした雑誌「自遊人」 を発行するほか、「米一粒がメディアである」というコンセプトから「オーガニック・エクスプレス」を運営、自ら農業法人を立ち上げて米作りも行っている。2014年には「宿泊施設は体感メディア」というコンセプトのもと、大沢山温泉に「里山十帖」をオープン。グッドデザイン賞を受賞したほか、グッドデザインBEST100に選出、ものづくりデザイン賞も受賞した。海外でも斬新なコンセプトの評価が高く、「SINGAPORE GOOD DESIGN AWARD 2014」を受賞している。
主力事業は 『オーガニック・エキスプレス』 と 『里山十帖』。とくに今後は 『里山十帖』 をモデルとした“ライフスタイル提案型複合施設”の展開に注力するとし、「今後10年で10拠点を目指す」と発表している。
なお、「自遊人」は株式会社自遊人の登録商標である。

## 事業所
会社の創業は1989年。もともと東京・日本橋に本社を構えていたが、2004年に新潟・南魚沼に移転。そのライフスタイルが注目され、『情熱大陸』 や『ソロモン流』 などで、代表者の岩佐十良が紹介される。

「もともと東京・日本橋にあったオフィスを新潟・南魚沼に移したのは2004年のこと。オフィスの目の前は「大月ほたるの里」という自然公園で、６月には窓を開けておくと、部屋にホタルが入ってくるほどです。」- facebookより。
新潟県南魚沼市大月1012-1

新潟県南魚沼市大沢1209-6（『里山十帖』）

東京都中央区日本橋2-17-6

兵庫県丹波市柏原町柏原1057-1

## 沿革
- 1989年5月　代表者の岩佐十良が 武蔵野美術大学 在学中にデザイン会社として創業。当初の業務はグラフィックデザイン＆空間デザイン。
- 1990年12月　主たる業務を雑誌の編集・制作に変更。
- 1995年10月　広告代理店部門を設立。おもに観光地の市町村、旅館、ホテルなどに企画提案を行う。
- 2000年11月　雑誌[[3] 「自遊人」]を創刊。
- 2002年6月「米ひと粒がメディアになる」というコンセプトの元、「農家限定のお米」をインターネットで販売開始。その後、木桶味噌ブームを仕掛けるなど、さまざまな商品を雑誌、ネット連動で世の中に提供する。」[[4] 『オーガニック・エキスプレス』]のスタート。
- 2002年8月　『DEAN＆DELUCA』 が日本での事業開始と同時に、当社の食品数品目を採用。その後、高級スーパーや自然食品店に卸売販売、ＰＢ供給を開始。
- 2004年6月　東京・日本橋から新潟・南魚沼に一部移転。米作りを始める。
- 2005年5月　新潟県中越地震後の山古志村で米作りボランティア開始。
- 2006年1月　一部機能を残して、新潟・南魚沼に全面移転。
- 2007年6月　タカシマヤと自遊人とのコラボレーションカタログ「我が家でごちそう」発行。すべての商品開発を受託。
- 2008年4月　大和証券の株主優待プログラム運営を現・株式会社「自遊人の暮らし」が受託。すべての商品開発、発送、個人情報管理、コールセンター、印刷物制作などを受託。
- 2008年10月　ミシュランガイド東京三ッ星の 「日本料理かんだ」、「玄冶店 濱田家」、京都「美山荘」 など、飲食店へのお米、農産物加工品の納品が始まる。
- 2010年4月　農業生産法人を取得。「自遊人ファーム」設立。
- 2011年6月　兵庫県丹波市に新物流倉庫を開設。
- 2011年7月　東京交通会館内に「米屋 自遊人」をオープン（2013年に閉店）。
- 2013年10月　『オーガニック・エキスプレス』 が[[5] 「フード・アクション・ニッポンアワード2013　流通部門優秀賞」]を受賞。
- 2014年5月　新潟県大沢山温泉に 『里山十帖』 をグランドオープン。
- 2014年10月　里山十帖が[[6] グッドデザイン賞 ]「BEST100」選出。「ものづくりデザイン賞」（中小企業庁長官賞）受賞。
- 2015年4月　里山十帖がアジアを代表するデザインアワード　[[7]「シンガポールグッドデザインアワード」]受賞。
- 2021年7月22日 里山十帖 THE HOUSE IZUMIが開業〈新潟県南魚沼市天野沢家森山671-1〉[8][9][10]。
  - 9月15日 スノーピーク・自遊人・新潟VCが観光ファンド「新潟デザイン＆キャピタル」を組成[11][12][13]。

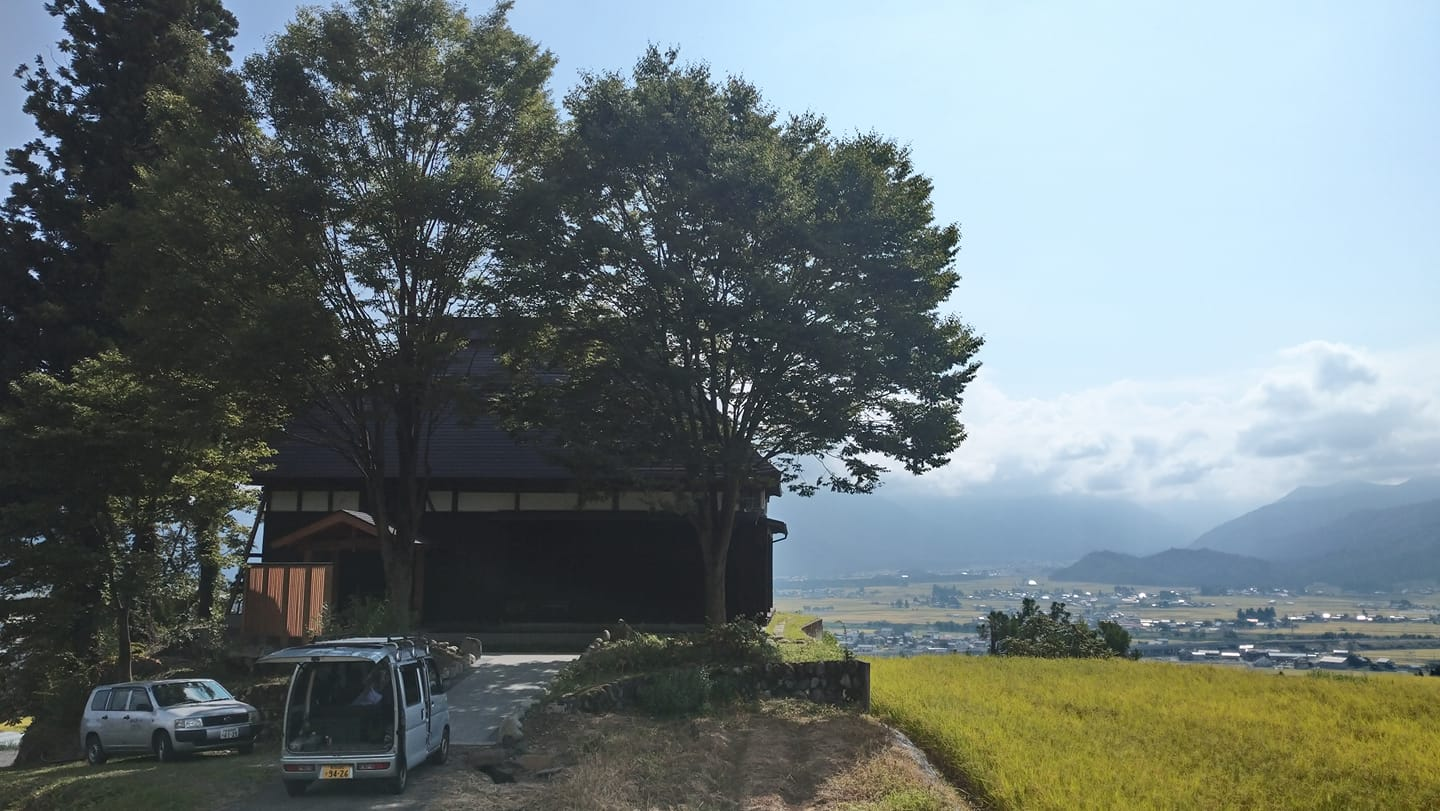
THE HOUSE IZUMI
南魚沼市天野沢家森山671-1

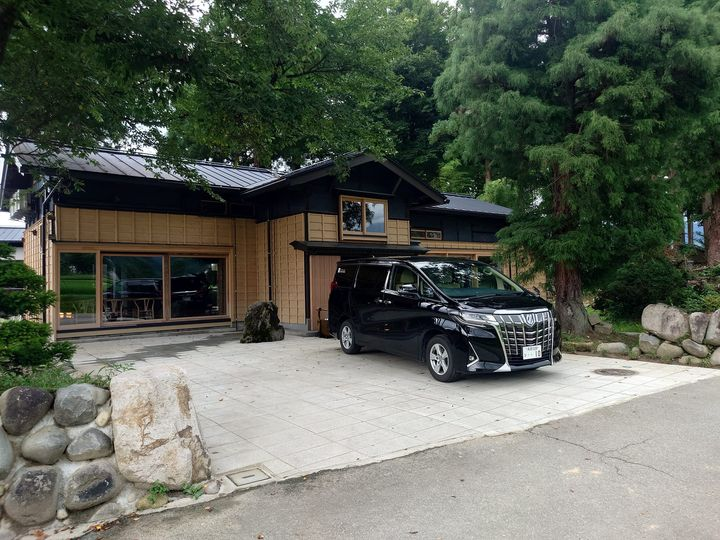
THE HOUSE KIROKU
新潟県南魚沼市大木六431

- 2023年2月18日、里山十帖 THE HOUSE「SEN」が開業〈新潟県十日町市伊勢平治13-1〉[14][15]。
- 2024年7月20日、里山十帖 THE HOUSE KIROKU が開業〈新潟県南魚沼市大木六 431〉[16]。

## 事業内容
雑誌 「自遊人」

「Ecological. Creative. Organic. We're designing lifestyles.」をテーマにしたライフスタイルマガジン。創刊は2000年。発行部数は最大16万5000部で、ジャンル2位という記録を残す。とくに温泉と食にこだわりを持ち、ファンも多い。近年ではオーガニック・ライフスタイルをテーマに、情報感度が高く発信力のある読者の絞り込みを行い、新たな雑誌メディアの方向性を模索している。

オーガニック・エクスプレス

2002年、雑誌「自遊人」のお米特集から始まった企画。本当に美味しいお米を追求した結果、それらが販売されていないことがわかり、自社で仕入れ・販売することを決意。雑誌連動型の食品販売事業がスタートした。現在では兵庫県丹波市にも拠点を構え、有機無農薬栽培の野菜の集荷・発送を行っている。

里山十帖

2014年、南魚沼市大沢山温泉に開業した「ライフスタイル提案型複合施設」。「宿泊施設は体感メディア」というコンセプトで、十帖は十の物語という意味。宿には10の体感型特集が詰まっている。とくに食文化の発信には積極的で、希少な新潟の伝統野菜がここには一堂に集う。

コンサルティング＆プロデュース事業

里山十帖やオーガニック・エクスプレスで培ったノウハウをベースに、コンサルティング＆プロデュース事業を展開する。とくに観光や宿泊施設、農産物のブランディングに特化して営業している。今まで手がけた例として、群馬・長野・新潟県境で活動する[ 「雪国Ａ級グルメ」]、鹿教湯温泉の 「三水館」、島根県邑南町「Ａ級グルメ基準作成」「石見紅茶」、新潟県を走行するえちごトキめき鉄道のリゾート列車「えちごトキめきリゾート雪月花」（株式会社イチバンセンと共同プロデュース）などが挙げられる。

AG304プロジェクト

「AG」とは「A級Gourmet」の略。304は廃藩置県直前の府藩県の数。またＡ級グルメとは「永久に守りたい味」を指す。「A級グルメ」という言葉が明確になったのは、2010年、新潟・長野・群馬の豪雪地帯にまたがる雪国観光圏で発足した「雪国Ａ級グルメ」が最初。島根県邑南町では2011年から「A級グルメのまち」を名乗るなど、全国に派生。自遊人では現在、Ａ級グルメのプロジェクトを全国に広げることに積極的である。

## テレビ番組
- 日経スペシャル カンブリア宮殿 新たな価値を地方から発信！最新・体験型ビジネスの秘密（2016年1月14日、テレビ東京）[18]

## 関連書籍
- 『一度は泊まりたい有名宿 覆面訪問記』（著者:岩佐十良）（2010年5月28日、角川マガジンズ/角川グループパブリッシング）ISBN 978-4048950930
- 『実録！「米作」農業入門』（著者:岩佐十良）（2011年9月15日、講談社）ISBN 978-4-06-216821-2
- 『田舎暮らしの方法』（著者:岩佐十良）（2011年11月21日、明治書院 学びやぶっく）ISBN 978-4625684715
- 『里山を創生するデザイン的思考』（著者:岩佐十良）（2015年5月22日、メディアファクトリー/角川グループパブリッシング）ISBN 9784040676326
- 『新潟美食手帖』（著者:岩佐十良）（2019年9月3日、新潟日報事業社）ISBN 9784861327223